# Xi Aquilae b
Fortitudo es un planeta extrasolar, que se encuentra a unos 200 años luz en la constelación del Aquila. El planeta fue descubierto orbitando la estrella Gigante Libertas en 2008. El planeta tiene una masa mínima 2,8 veces la de Júpiter y un periodo orbital de 137 días.